# 1991 en littérature
| Années de la littérature : 1988 - 1989 - 1990 - 1991 - 1992 - 1993 - 1994    |
| Décennies de la littérature : 1960 - 1970 - 1980 - 1990 - 2000 - 2010 - 2020 |

Cet article présente les faits marquants de l'année 1991 en littérature.

## Évènements
- Création des Éditions de l'Encyclopédie des Nuisances.
- Création du prix Grand Atlas par l'ambassade de France au Maroc, récompensant des ouvrages édités dans le pays.
- Denis Lopez (La Plume et l'épée : Montausier 1610-1690, position littéraire et sociale jusqu'en 1653, 1987) accuse de plagiat Irène Frain (La Guirlande de Julie). Contrefaçon reconnue par le TGI et la Cour d'appel (10 mai 1996).
- Régine Deforges est accusée de plagiat pour son roman La Bicyclette bleue dont les cent premières pages s'inspirent fortement du livre Autant en emporte le vent de Margaret Mitchell. Le TGI de Paris confirme la contrefaçon en 1989, la Cour d'appel l'infirme en 1990, La Cour de Cassation pense qu'il y a plagiat et casse l'arrêt de la Cour d'appel et en décembre 1993, la Cour d'appel estime qu'il n'y a pas plagiat.
- La « Collection Rouge et Or » (Presses de la Cité) est rachetée par les éditions Nathan.

## Parutions

### Bande dessinée
Tous les albums de BD sorti en 1991

### Biographies
- Alain Borer, Rimbaud, l'heure de la fuite, coll. « Découvertes Gallimard » (no 102), éd. Gallimard.

### Essais
- Filippo Coarelli, Guide archéologique de Rome,  (ISBN 2012354289)
- Anne Hugon, L'Afrique des explorateurs : Vers les sources du Nil, coll. « Découvertes Gallimard » (no 117), éd. Gallimard.
- Françoise Dunand et Roger Lichtenberg, Les Momies : Un voyage dans l’éternité, coll. « Découvertes Gallimard » (no 118), éd. Gallimard.

#### Économie
1. Pierre de Calan (ancien vice-président du CNPF et membre de l'Institut) : Vous êtes tous des économistes, Éditions universitaires, 240 pages. Contre la tendance à faire de l'économie une science inaccessible, mathématique et désincarnée. Une réflexion sur la « sagesse économique ».
2. Jacques Généreux (universitaire) : Économie Politique, éd. Hachette supérieur, coll. Les Fondamentaux.
3. Marie-Françoise Guignard et Jean-Pierre Thiollet  : CV, les lettres clés de ma carrière (1re édition), éd. Amarande.
4. Marie-Françoise Guignard et Jean-Pierre Thiollet : Je réussis mon entretien d'embauche (1re édition), dessins de Hoviv, éd. Amarande.
5. Jacques Le Mouël : Critique de l'efficacité, éd. Le Seuil, 185 pages.
6. Theodore Levitt (universitaire américain) : Réflexions sur le management, éd. Dunod, 194 pages. Une réflexion sur le changement.
7. Michel Liotier et James Boyer : Les Poids des chiffres économiques, éd. Mutuelle électrique d'Assurance, seconde édition, 92 pages. Guide de relativisation des données chiffrées.
8. Denis Perrin : L'Hôtellerie, éd. Que sais-je ? (juillet), 127 pages.
9. Michel Villette : L'Homme qui croyait au management.

#### Politique
1. François Fejtő (franco-hongrois) :
  1. Où va le temps qui passe ?, éd. Balland.
  2. La Fin des démocraties populaires, éd. Le Seuil.
2. Albert O. Hirschman (américain), Deux siècles de rhétorique réactionnaire, éd. Fayard.
3. Michel Rocard : Un contrat entre les générations, éd. Gallimard.
4. Jean-Christophe Rufin : L'Empire et les nouveaux barbares, éd. J.-Cl. Lattès. Nouvelle édition revue et augmentée, éd. J.-Cl. Lattès, 2001. Un essai de politique internationale qui compare l’Occident à l’Empire romain menacé par les barbares. « Aujourd’hui, c’est l’Est qui demande des aides pour son développement. Quant au Sud, il s’arme maintenant contre le Nord. »
5. Henriette Walter en collaboration avec Gérard Walter : Le dictionnaire des mots d'origine étrangère, éd. Larousse,  (ISBN 978-2-03-710227-8)

### Journal intime
1. Marc-Édouard Nabe, Nabe's Dream, éditions du Rocher, 824 p.

### Histoire
- Yann Le Bohec, Histoire romaine, éd. P.U.F.

### Livres d'Art et sur l'Art
- Yves Bonnefoy : Alberto Giacometti : biographie d’une œuvre, Flammarion, Paris, 1991.
- Alberto Giacometti : Écrits, préfaces de Michel Leiris et Jacques Dupin, éd. Hermann, réédition revue et augmentée en 2007.
- Suzanne Pagès (directrice de publication) : Alberto Giacometti. Sculptures - peintures - dessins, catalogue de l’exposition du Musée d’art moderne de la Ville de Paris, 1991-92.

### Nouvelles
- Bernard-Marie Koltès : Prologue et autres textes

### Poésie
- Joan Brossa, L'illusionniste. Paris, éd. La Différence.
- Matilde Camus, Tierra de mi Cantabria ("Cantabria, ma terre").
- Richard Taillefer, Corps de papiers, éd. La Table Rase.
- Andrée Chedid, Destination Arbre

### Romans
Tous les romans parus en 1991

#### Auteurs francophones
1. Tahar Djaout : Les Vigiles.
2. Jean Dutourd, Portraits de femmes, éd. Flammarion.
3. Irène Frain : La Guirlande de Julie, éd. Robert Laffont.
4. Raymond Plante : Avec l'été, éd. Boréal.
5. Jean-Philippe Toussaint : La Réticence, éd. de Minuit
6. Nina Bouraoui : La Voyeuse interdite, éd. Gallimard, prix du Livre Inter.

#### Auteurs traduits
1. Alessandro Baricco (italien), Castelli di rabbia (trad. Châteaux de la colère, 1995)
2. Jim Harrison (américain), Dalva, traduit par Brice Matthieussent, éd. Christian Bourgois / 10-18, 471 p..
3. Mary O'Hara (américain), My Friend Flicka (trad. Mon amie Flicka, 1991), illustrated by Willi Glasauer
4. Mary O'Hara (américain), Thunderhead (trad. Le Fils de Flicka, 1991), illustrated by Willi Glasauer
5. Mary O'Hara (américain), Green Grass of Wyoming (trad. L'Herbe verte du Wyoming, 1991), illustrated by Willi Glasauer
6. Mary O'Hara (américain), Wyoming Summer (trad. Le Ranch de Flicka, 1991), illustrated by Willi Glasauer
7. Dan Simmons : Hypérion, Robert Laffont
8. Alexandra Ripley : Scarlett, Belfond

### Théâtre
E. E. Schmitt, La nuit de Valognes

## Décès
- 7 janvier : Kandrat Krapiva, homme de lettres biélorusse (° 5 mars 1896).
- 14 mars : Margery Sharp, écrivaine anglaise, morte à 86 ans (° 25 janvier 1991).
- 12 octobre : Arcadi Strougatski, écrivain soviétique de science-fiction, mort à 66 ans.
- 21 novembre : Ioulia Drounina, poétesse soviétique (° 10 mai 1924).
- 11 décembre : Mario Tobino, poète, écrivain et psychiatre italien. (° 16 janvier 1910).